# Vojenská diktatura v Bolívii
Vojenská diktatura v Bolívii trvala mezi lety 1964 a 1982. Šlo o období vlád několika vojenských junt, které se dostávaly k moci vzájemnými převraty. Diktatura byla zahájena v listopadu 1964 vojenským státním převratem, při kterém byl svržen prezident Víctor Paz Estenssoro. Moci se takto chopil generál René Barrientos. V roce 1966 byl zvolen prezidentem, ale již roku 1969 zemřel při letecké havárii. Situace využil generál Alfredo Ovando, který se chopil moci ve vlastním vojenském převratu. Vládu si užil jen rok, než byl svržen a nahrazen generálem Juanem Josém Torresem. Torres byl juntou obviněn z levicových tendencí a byl odstraněn konzervativní větví armády, když v srpnu 1971 provedl puč plukovník Hugo Banzer. Během jeho sedmileté vlády došlo k utužení režimu a současně k ekonomickému růstu. V roce 1978 se konaly volby, které ukončily Banzerovu vládu. V dalších, a posledních, čtyřech nestabilních letech režimu se u moci vystřídalo osm prezidentů. V říjnu 1982 se prezidentem stal demokraticky zvolený Hernán Siles Zuazo a země se vrátila k demokracii.
Zvláště za vlády Banzera se režim projevoval perzekucí levice. Vojenská junta se připojila k operaci Kondor, ve které jihoamerické vojenské diktatury, s podporou Spojených států amerických, koordinovaly potírání levicové opozice.

## Pozadí
V roce 1952 se odehrála bolivijská národní revoluce, kterou vedlo konzervativní pravicové Revoluční nacionalistické hnutí (MNR). Pro potřeby revoluce se spojili s liberály a komunisty, aby svrhli vládnoucí oligarchii. Vůdci revoluce byli Víctor Paz Estenssoro a Hernán Siles Zuazo. Revoluce přinesla všeobecné volební právo, otevřela politický život rolníkům a ženám a zavedla větší státní kontrolu nad ekonomikou z nacionálních pozic. Po úspěchu revoluce si Víctor Paz Estenssoro a Hernán Siles Zuazo mezi sebou střídali funkci prezidenta, a to až do roku 1964.
Mezi lety 1960 a 1964 Spojené státy americké zvýšily svou pomoc Bolívii v rámci Aliance pro pokrok o 600 %, poskytly 205 milionů dolarů na ekonomickou pomoc a 23 milionů dolarů na různé půjčky. Prvních 35 dobrovolníků Mírových sborů dorazilo začátkem roku 1962. Nárůst světových cen cínu také pomohl stabilizovat bolivijskou ekonomiku, která byla během prvního revolučního prezidentství Víctora Paze Estenssora na pokraji kolapsu. Mezi lety 1961 a 1965 se bolivijský HDP zvyšoval v průměru o 5,7 % ročně.
Jelikož ústavní dodatky z roku 1961 povolovaly po sobě jdoucí prezidentská období, Paz Estenssoro se rozhodl kandidovat na třetí funkční období. Levicový viceprezident Juan Lechin (ve funkci v letech 1960–1964), který sám chtěl v roce 1964 kandidovat na prezidenta, byl donucen rezignovat na funkci viceprezidenta a poté byl Estenssorem vyslán jako velvyslanec do Itálie. V prosinci 1963 rezignovali ve vládě levicoví Lechinovi stoupenci. V této době se Lechin oddělil od MNR a založil Revoluční stranu nacionalistické levice.
Když Paz Estenssoro uvěznil několik militantních aktivistů za dělnické hnutí, horníci v dolech Catavi reagovali zajetím skupiny rukojmích, včetně čtyř amerických občanů. Krize byla vyřešena po Lechinově mediaci. Tato událost znamenala rozchod spojenectví mezi MNR a horníky, které začalo v roce 1942. 
Bolivijská armáda, která byla v posledních letech modernizována a posílena, poskytovala Pazovi Estenssorovi alternativní mocenskou základnu. Po určitém váhání si Paz Estenssoro vybral generála letectva Reného Barrientose za svého kandidáta na viceprezidenta pro volby v květnu 1964 a armáda se začala více angažovat v politice. Během následujících šesti měsíců se vnitřní nepokoje neustále zvyšovaly, horníci stávkovali a bouřili se. Různí politici, včetně Lechina, požádali Barrientose o intervenci. Koncem října požádal Paz Estenssoro armádu o potlačení povstání horníků poblíž Orura. Po ozbrojených střetech mezi armádou a horníky 28. října se generálové René Barrientos a Alfredo Ovando rozhodli udeřit a 3. listopadu zahájili převrat.

## Historie

### René Barrientos (1964–1969)

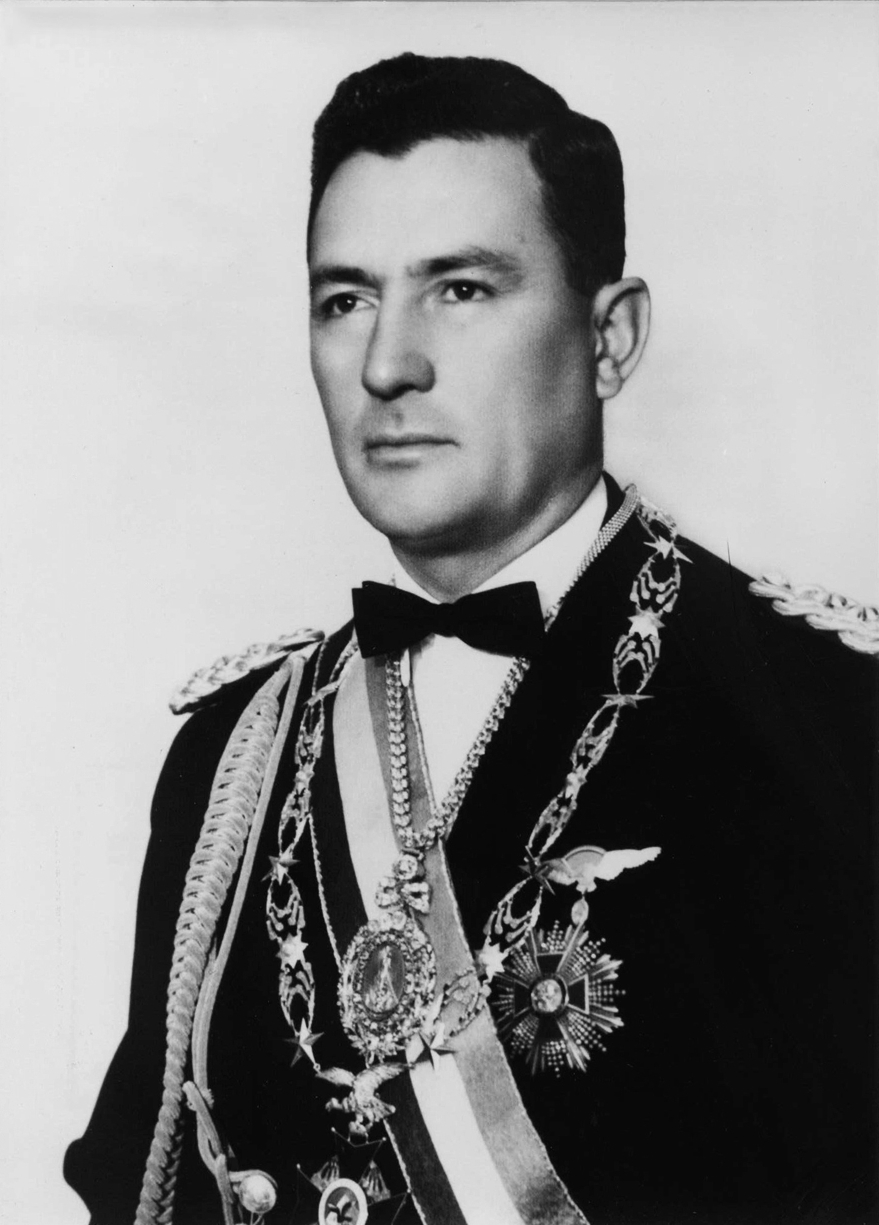
Prezident René Barrientos (1967)

V roce 1964 vtrhli generálové René Barrientos a Alfredo Ovando do prezidentského paláce a prohlásili se za spoluprezidenty. Nicméně krátce poté davy začaly provolávat slávu Barrientosovi, načež Ovando uznal jeho funkci. Ovando se stal velitelem ozbrojených sil. Barrientos, který hovořil kečuánštinou, slíbil, že nezvrátí reformy národní revoluce. Neodstoupil ani od stabilizačního ekonomického plánu smluveného s Mezinárodním měnovým fondem, který domluvila předchozí vláda. V květnu 1965 se Ovando s podporou armády znovu přihlásil o funkci spoluprezidenta, kterou byl Barrientos nucen uznat.
Ekonomika se během Barrientosova režimu zlepšila průměrným ročním tempem růstu 6,5 %. Růst cen cínu vedl k prvnímu zisku Bolívijské těžební korporace (Corporación Minera de Bolivia, Comibol) v roce 1966. Přispěly ke zvýšení produkce ve středně velkých dolech, které zůstaly soukromé. Barrientos podpořil soukromý sektor a zahraniční investice a dal společnosti Gulf Oil Company povolení k vývozu ropy a zemního plynu z Bolívie.
V roce 1966 Barrientos legitimizoval svou vládu vítězstvím v prezidentských volbách. Současně založil Lidové křesťanské hnutí (Movimiento Popular Cristiano, MPC). Ačkoli MPC neuspělo, volby vyhrál s koalicí konzervativních politiků, podnikatelské komunity a rolníků.
Během své vlády zničil odbory horníků, potlačil veškerou stávkovou aktivitu, odzbrojil hornické milice a vyhnal odborové vůdce. Vojenské jednotky obsadily doly a v roce 1967 zmasakrovaly horníky a jejich rodiny v dolech Catavi-Siglo XX. Barrientos přesto nedokázal zcela umlčet sektor práce; horníci stále vedli odpor proti jeho vládě. Různé skupiny, které se stavěly proti jeho vládě, se spojily a odsuzovaly Barrientosův prodej přírodních zdrojů Spojeným státům za nevýhodných podmínek pro zemi. Nelíbila se jim jeho podpora soukromých investorům ze Spojených států v Bolívii, protože nabízel větší privilegia zahraničním investorům.
Armáda také kritizovala klíčovou roli amerických důstojníků CIA při zajetí a zabití Ernesta „Che“ Guevary v roce 1967 v Bolívii, kde se pokusil zahájit partyzánské hnutí.
Barrientosova smrt při havárii vrtulníku v dubnu 1969 zpočátku ponechala kontrolu v rukou jeho viceprezidenta Luíse Adolfa Silese Salinase (1969). Skutečná moc však přešla do rukou ozbrojených sil pod vedením vrchního velitele, generála Ovanda, který se ujal moci v září 1969 v důsledku převratu, který podporovali reformní důstojníci.

### Alfredo Ovando a Juan José Torres (1969–1971)

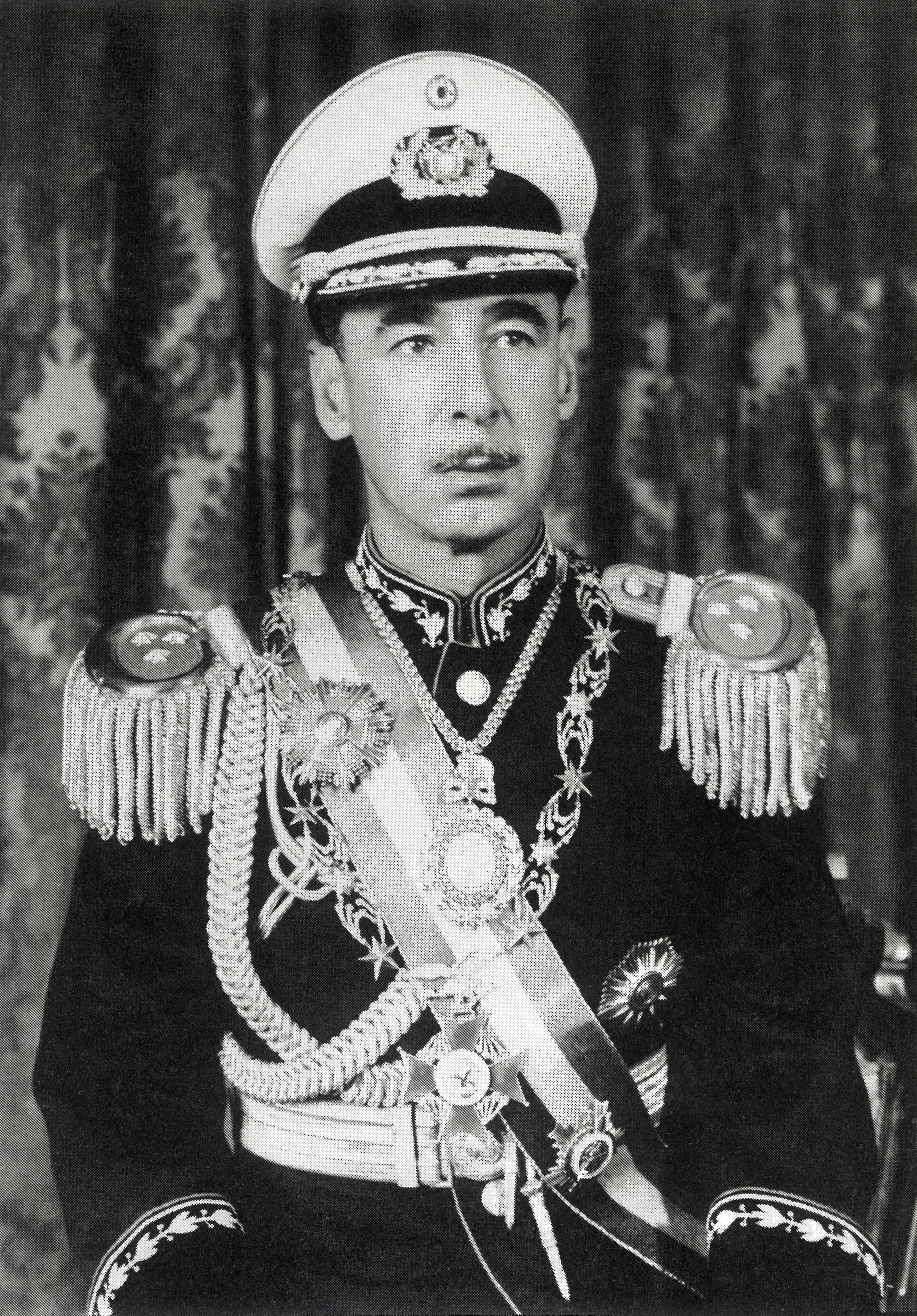
Prezident Alfredo Ovando (1969/1970)

Alfredo Ovando po svém nástupu anuloval volby a rozpustil parlament. Vládu složil z reformistických vojáků a civilistů, kteří vystupovali proti politice Barrientose. Svou politiku nazval „revolučním nacionalismem“. Ta odrážela dědictví a rétoriku vojenských reformních režimů minulosti a ducha revoluce z roku 1952. Inspiraci si brala také od peruánského vojenského diktátora, generála Juana Velasca Alvarada.
Navzdory velmi populárním opatřením, jako bylo znárodnění majetku společnosti Gulf Oil Company, si Ovando nezískal podporu veřejnosti. Nadšení veřejnosti nad znárodněním nemělo dlouhého trvání. Rozdělujícími faktory se staly neshody ohledně odškodnění, bojkot bolivijské ropy na mezinárodním trhu a obecný hospodářský pokles. Zmařená očekávání, porušené sliby a masakr horníků armádou v Catavi v roce 1967 radikalizovaly dělníky, kteří nyní odmítali spolupracovat s vojenskou vládou. Zatímco levice se radikalizovala, pravice se unavila Ovandovými váhavými prohlášeními, která zahrnovala i návrh na zrušení soukromého vlastnictví. I když se Ovando v posledních měsících svého režimu posunul doprava, nedokázal si získat podporu konzervativních skupin v zemi, protože tento krok jen zdůraznil jeho slabost.
V říjnu 1970 provedl radikálnější generál Juan José Torres, s podporou konzervativních kruhů armády, převrat. Hlavním rysem Torresova prezidentství byl nedostatek autority. Torres místo toho, aby se ujal iniciativy v oblasti politiky, reagoval především na tlak různých skupin. Torres doufal, že si udrží podporu obyvatel tím, že se posune doleva. Znárodnil část majetku Spojených států, například provoz na zpracování odpadu v cínových dolech Catavi a zinkový důl Matilde, a nařídil odchod Mírových sborů, amerického programu, z Bolívie. Torres sice omezil vliv Spojených států v Bolívii, ale zároveň prohloubil spolupráci se Sovětským svazem a jeho spojenci v ekonomickém a technickém sektoru.
Nicméně, kvůli nedostatku jasné strategie a politických zkušeností, si Torres brzy odcizil všechny sektory bolivijské společnosti. V červnu 1970 Torresův režim zřídil Lidové shromáždění (Asamblea Popular) ve snaze vytvořit alternativní lidovou vládu. Lidové shromáždění, složené převážně ze zástupců dělnických a rolnických organizací, mělo sloužit jako základna pro radikální transformaci společnosti. Levice však zůstala rozdělena ideologickými rozdíly a rivalitou o vedení. Nebylo dosaženo žádného konsensu a mnoho delegátů, kteří se nelíbili nedostatku pravomocí k vymáhání rezolucí a nedostatku finančních prostředků, se předčasně vrátilo domů.
Torresova naděje, že si nakloní konzervativní opozici tím, že se vyhne radikálním změnám, mu nezískala podporu pravice, zejména mocné podnikatelské komunity. Konzervativní skupiny se ve své opozici sjednotily, protože v alianci s pravicovými důstojníky viděly šanci na politický návrat. Armáda se zase kvůli své nespokojenosti s Torresovým chaotickým vedením stále více polarizovala. Torres snížil rozpočet na obranu, aby uvolnil peníze na vzdělávání, a povolil civilní vměšování do striktně vojenských záležitostí. Posledním krokem institucionálního úpadku byl manifest, který v posledních týdnech Torresova režimu napsala skupina nižších důstojníků, kteří zpochybňovali vojenskou autoritu. Výsledkem byla široká vojenská podpora převratu 21. srpna 1971, který provedl plukovník Hugo Banzer Suárez a Torrese vyhnal do exilu.

### Hugo Banzer (1971–1978)

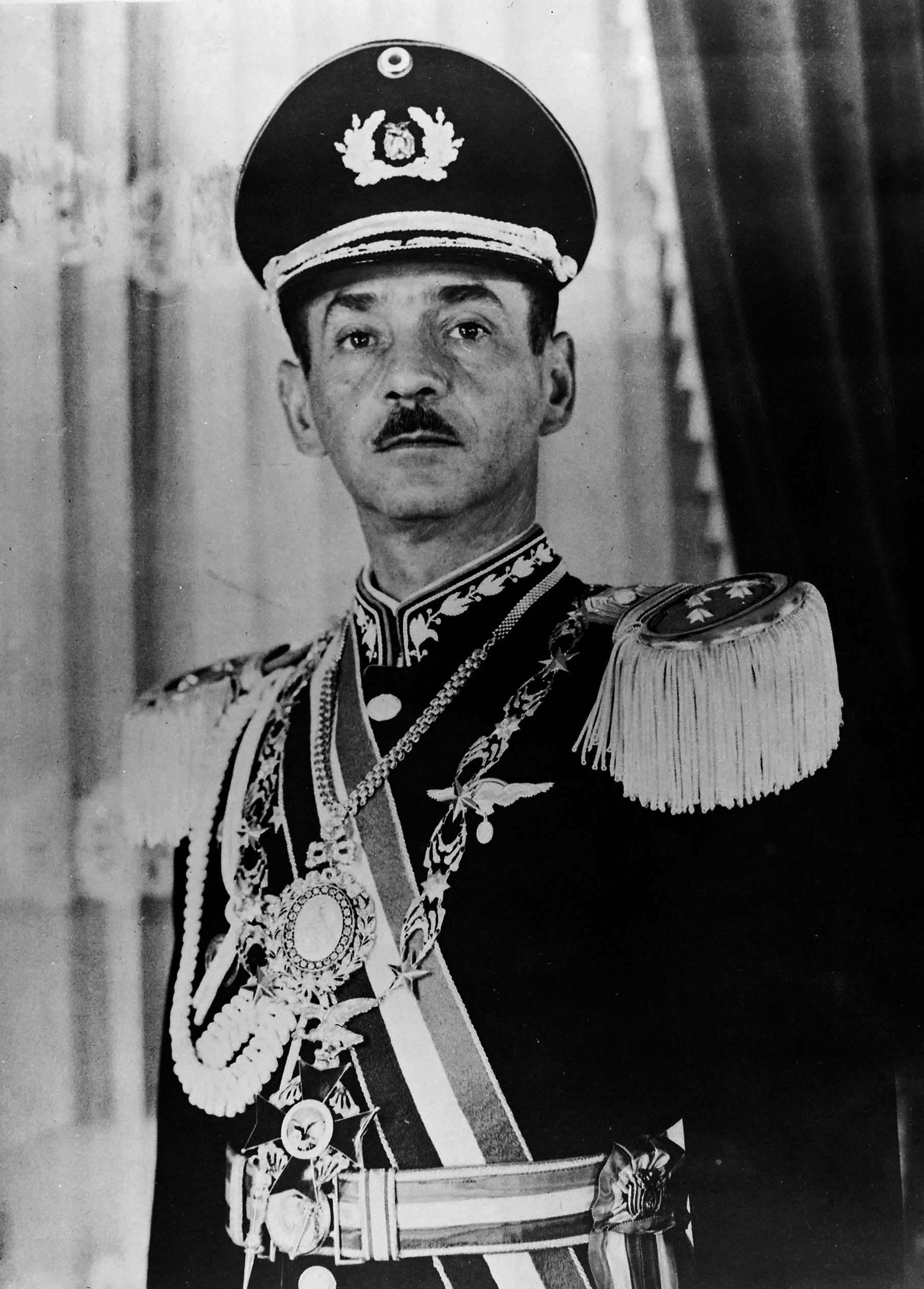
Prezident Hugo Banzer (1971)

Banzerovo prezidentství se vyznačovalo relativní politickou stabilitou a bezprecedentním hospodářským růstem. Zpočátku ho podporovala Nacionalistická lidová fronta (Frente Popular Nacionalista, FPN), aliance mezi MNR pod vedením Paze Estenssora, kterému bylo dovoleno vrátit se z exilu v Limě, a Bolivijskou socialistickou falangou (Falange Socialista Boliviana, FSB) pod vedením Maria Gutiérreze. Obě strany byly nepřáteli, dokud jim chaos Torresova režimu nedal šanci na politický návrat ve spojenectví s konzervativními prvky v ozbrojených silách.
Během prvních let Banzerova prezidentství se ekonomika rychle zlepšila. Export se mezi lety 1970 a 1974 ztrojnásobil kvůli zvýšené produkci ropy, zemního plynu a cínu, který se následně rafinoval v bolivijských hutích. Produkce bavlny v oblasti Santa Cruz ve východní Bolívii se mezi lety 1970 a 1975 také ztrojnásobila. Navzdory tomuto ekonomickému růstu se Bolívie vrátila k represím dřívějších režimů. Nový ministr vnitra, plukovník Andrés Sélich, nařídil masivní zásah proti levici, zrušil odbory a zavřel univerzity. Režim se přidal k operaci Kondor. Vláda v roce 1972 brutálně potlačila generální stávku proti devalvaci bolivijského pesa. V roce 1974 vedly zvýšení cen základního zboží a kontrola cen potravin k blokádám silnic rolníky v údolí Cochabamba a k jejich následnému masakru armádou.
Převrat ze 7. listopadu 1974 byl nazýván auto-golpe (sebepřevrat), protože dal Banzerovi důvod vládnout bez omezení. Banzar vyhlásil výjimečný stav, zakázal politické strany a zrušil plánované volby. Zahájil také kampaň za „bílou Bolívii“, ve které vyháněl indiánské obyvatele z jejich tradičního území a nechal je zavírat do internačních táborů. Pod vlivem brazilského modelu oznámil úplnou reorganizaci bolivijského politického systému a vytvoření „nové Bolívie“ pod vojenskou vládou. Banzer doufal, že si udrží podporu podnikatelské komunity, majitelů dolů, zemědělských podnikatelů v Santa Cruz a rostoucího počtu loajálních byrokratů. Vláda se však brzy začala potýkat s vážnými problémy. „Ekonomický zázrak“ se ukázal jako mýtus; produkce ropy prudce poklesla, a to i přes vysoké ceny nerostů. Produkce bavlny také klesla, když klesly světové ceny.
Radikální studenti a progresivní sektor římskokatolické církve se stali mluvčími utlačovaných skupin; rolníci také kritizovali vládu. Banzerův režim za asistence CIA vypracoval tzv. plán Banzer, strategii boje proti „levicové“ katolické opozici. Zahrnoval metody eliminace vlivu duchovních, cenzuru tiskovin, únosy kněží, vyhošťování zahraničních misií a v extrémních případech útoky na kláštery a kostely. Mnoho kněží před perzekucí emigrovalo, do okolních zemí, kde ale byli stíháni v rámci operace Kondor.
Poté, co se Jimmy Carter v roce 1976 ujal prezidentského úřadu ve Spojených státech, Spojené státy na Banzera tlačily, aby vypsal volby. V roce 1977, s rostoucím odporem občanských skupin a armády a rostoucím tlakem ze strany Spojených států, Banzer vyhlásil prezidentské volby na rok 1980 v naději, že si udrží kontrolu. Nepokoje pracujících a nepřátelství vůči jeho režimu ho však donutily přesunout datum již na rok 1978. 
Během Banzerovy vlády bylo zatčeno tři tisíce lidí, dvě stě osob bylo popraveno.
Volby roku 1978 vyhrál Banzerův kandidát, generál Juan Pereda, následně však byly anulovány pro podvod. Juan Pereda poté provedl státní převrat a chopil se moci silou. Následovaly čtyři roky chaotického přechodu k demokracii, kdy se v rozpadající se vojenské diktatuře měnil jeden prezident za druhým.

### Přechod k demokracii (1978–1982)
Mezi lety 1978 a 1980 se Bolívie neustále nacházela v krizi. Fragmentace politických sil znemožňovala jakékoli straně dominovat. Ve třech volbách konaných v tomto období žádná strana nezískala většinu a aliance různých skupin nedokázaly prolomit patovou situaci. Sociální nepokoje se stupňovaly, protože rolníci se poprvé od svého povstání v pozdním koloniálním období začali znovu ve velkém měřítku bouřit. Bolivijští dělníci byli radikálnější než kdy jindy.
V červenci 1982, po dalším pokusu kliky generála Garcíi Mezy o návrat k moci, jmenovala třetí Junta velitelů ozbrojených sil generála Guida Vildosa Calderóna faktickým prezidentem a pověřila ho návratem země k demokratické vládě. Místo vypsání nových voleb se Vildoso rozhodl znovu svolat Kongres z roku 1980 a respektovat výsledky prezidentských voleb z daného roku. Když se Kongres 23. září 1982 znovu sešel, jedním z jeho prvních kroků bylo opětovné potvrzení výsledků voleb z roku 1980, které ukazovaly, že bývalý prezident Hernán Siles má značný náskok, i když nezískal většinu. V říjnu Kongres drtivou většinou zvolil Silese, který se ujal prezidentského úřadu 10. října 1982.